# Station Rombak
Station Rombak  is een spoorwegstation in Rombak in de gemeente Narvik in fylke Nordland in Noorwegen. Het station ligt aan Ofotbanen die Narvik verbindt met Luleå in Zweden. Er stopt dagelijks een trein in beide richtingen.

## Verbindingen
| Serie | Treinsoort                           | Route                                                                           | Bijzonderheden                               |
| ----- | ------------------------------------ | ------------------------------------------------------------------------------- | -------------------------------------------- |
| 30    | Intercity / Stoptrein (SJ / Norrtåg) | Luleå – Boden – Gällivare – Kiruna – Björkliden – Riksgränsen – Rombak – Narvik | Stopt op sommige stations alleen op verzoek. |